# Championnats de France de patinage artistique 1980
Navigation
Championnats de France 1979 Championnats de France 1981
Les championnats de France de patinage artistique 1980 ont eu lieu à la patinoire Bocquaine de Reims pour 3 épreuves : simple messieurs, simple dames et couple artistique. 
La patinoire municipale Trimolet de Dijon a accueilli l'épreuve de danse sur glace.

## Faits marquants
- Les champions de danse sur glace en titre, Martine Olivier et Yves Tarayre, se sont séparés. Martine Olivier patine désormais avec Philippe Boissier et Yves Tarayre patine avec Géraldine Inghelaere.

## Podiums
| Épreuves                            | Or                            | Argent                              | Bronze                              |
| Messieurs résultats détaillés       | Jean-Christophe Simond        | Patrice Macrez                      | Gilles Beyer                        |
| Dames résultats détaillés           | Anne-Sophie de Kristoffy      | Cécile Antonelli                    | Béatrice Farinacci                  |
| Couples résultats détaillés         | Hélène Glabek / Xavier Videau | Katia Dubec / Xavier Douillard      | Catherine Brunet / Philippe Brunet  |
| Danse sur glace résultats détaillés | Nathalie Hervé / Pierre Béchu | Géraldine Inghelaere / Yves Tarayre | Martine Olivier / Philippe Boissier |

## Détails des compétitions
(Détails des compétitions encore à compléter)

### Messieurs
| Rang | Nom                    |
| ---- | ---------------------- |
| 1    | Jean-Christophe Simond |
| 2    | Patrice Macrez         |
| 3    | Gilles Beyer           |
| ...  |                        |

### Dames
| Rang | Nom                      |
| ---- | ------------------------ |
| 1    | Anne-Sophie de Kristoffy |
| 2    | Cécile Antonelli         |
| 3    | Béatrice Farinacci       |
| ...  |                          |

### Couples
| Rang | Nom                                |
| ---- | ---------------------------------- |
| 1    | Hélène Glabek / Xavier Videau      |
| 2    | Katia Dubec / Xavier Douillard     |
| 3    | Catherine Brunet / Philippe Brunet |
| ...  |                                    |

### Danse sur glace
| Rang | Nom                                 |
| ---- | ----------------------------------- |
| 1    | Nathalie Hervé / Pierre Béchu       |
| 2    | Géraldine Inghelaere / Yves Tarayre |
| 3    | Martine Olivier / Philippe Boissier |
| ...  |                                     |

## Sources
- Le livre d'or du patinage d'Alain Billouin, édition Solar, 1999